# フリスティヤン・ミツコスキ
フリスティヤン・ミツコスキ（マケドニア語: Христијан Мицкоски、Hristijan Mickoski 、1977年9月23日 - ）は、北マケドニアの政治家。同国第14代首相を2024年から務める。内部マケドニア革命組織・マケドニア国家統一民主党（VMRO-DPMNE）党首。政界進出前は母校で大学教授を数年務めていた。

## 来歴
1977年9月29日にスコピエで生まれる。聖キリル・メトディウス大学で機械工学の博士号を取得。卒業後は母校で機械工学部教授を務めていた。2011年、ミツコスキはウィーン工科大学の客員教授に就任。
2016年から2017年まで、ミツコスキは国営電力会社の傘下にある北マケドニア発電所所長を務めた。2015年から2017年まで、ミツコスキはニコラ・グルエフスキ首相とエミル・ディミトリエフ首相のエネルギー政策担当顧問に任命されている。
ニコラ・グルエフスキの辞任後、ミコスキは2017年12月23日にヴァランドヴォで開催されたVMRO-DPMNEの第16回党大会で、党首に選出される。
一部の党員によると、ミツコスキは学生連合としてVMRO-DPMNEを非難し、同党と軋轢を繰り広げた関係であった。北マケドニア唯一の副大統領を務めたリュブチョ・ゲオルギエフスキは2016年に初めて党員として姿を現したという。ミツコスキが親EUと親NATOの方向性の信憑性は、一部の政治的オブザーバーによって疑われている。マケドニア名称論争の主犯格であるギリシャと締結したプレスパ協定を破棄させると語っている。2022年9月、ミツコスキはブルガリアと北マケドニアの友好条約の破棄に向けた国民投票を提案している。ハンガリーのオルバーン・ヴィクトル首相とセルビアのアレクサンダル・ヴチッチ大統領などの権威主義的指導者と親交が深い。
2024年北マケドニア議会選挙でVMRO-DPMNE含む連立与党3党で議席を大多数確保し、党首のミツコスキは大勝利へと導いた。同年6月6日にゴルダナ・シルヤノフスカ＝ダフコバから新政府の組閣を命じられる。自身の内閣ではロシアとセルビアに関係が深い人物を閣僚に指名している。6月23日に北マケドニア議会からミツコスキの首相就任が承認され、ミツコスキ内閣が正式に発足。
就任後の2024年7月、ミコスキはワシントンで開催されたNATOサミットでハンガリーのオルバーン・ヴィクトルと会談。ミツコスキは両国間の協力関係を確立するため経済協定を締結したことを伝えた。協定はハンガリーが北マケドニアに多額の金融信用を提供することを目的としている。